# Якоб Бернайс
Якоб Бернейз (народився 11 вересня 1824, Гамбург — помер 26 травня 1881, Бонн) — німецький класичний філолог.

## Біографія
Батько Якоба Бернайса Ісаак Бернайс (1792—1849) був першим ортодоксальним німецьким рабином, який проповідував німецькою мовою. Братом Якоба був Міхаель Бернайс. У 1844—1848 роках він навчався в Боннському університеті, філологічний факультет якого під керівництвом Фрідріха Ґотліба Велькера та Фрідріха Річля (чиїм улюбленим учнем став Бернайс) був тоді центром класичної філології в Німеччині.
Бернайс здобув докторський ступінь у 1848 році, захистивши дисертацію про Геракліта, і одразу після цього завершив свою габілітацію. Оскільки він не зміг отримати посаду професора в німецькому державному університеті через свою єврейську віру, у 1853 році він зайняв кафедру класичної філології в щойно заснованій Єврейській теологічній семінарії Франкської фундації у Бреслау, де він став близьким другом з Теодором Моммзеном.
Він зміг продовжити «нормальну» академічну кар'єру лише після заснування Північнонімецької конфедерації в 1866 році, що принесло з собою остаточне правове звільнення євреїв. Коли Річль разом з Отто Яном виїхав із Бонна до Лейпцига в 1866 році після відомого «диспуту боннських філологів», Бернайс був призначений у своєму старому університеті доцентом і головним бібліотекарем. Він залишався в Бонні до самої смерті. Він мав великий вплив на багатьох філологів, зокрема на Ульріха фон Віламовица-Меллендорфа та Теодора Гейзе.
Бернайс дотримувався традиційного юдаїзму протягом усього життя і відмовився прийняти християнство, щоб потім продовжити кар'єру викладача в університеті. Тому йому довелося довго чекати, перш ніж його призначили професором прусського університету. Його справа викликала резонанс і навіть обговорювалася в прусському парламенті. З 12 січня 1865 Бернайс став членом-кореспондентом Прусської академії наук.

## Генеалогія
Якоб Бернайс був дядьком Марти Бернайс, дружини Фройда, і двоюрідним дядьком Едварда Бернейса.

## Доробок
Наукові інтереси Бернеса лежали насамперед у царині грецької філософії. Попри глибокі знання античних текстів і всієї філологічної літератури з часів Ренесансу, Бернайс завжди дотримувався вузько окреслених тем і часто, здавалося б, неординарних авторів, до яких він ставився з особливою прискіпливістю і тонкою уявою та викладав їх відшліфованою мовою. За його власним визнанням, йому бракувало необхідної поверховості для форми великого монографічного трактату. Таким чином, Бернайс став яскравою постаттю, яка сформувалася в процесі дослідницької діяльності, що тривала все його життя і була рішуче підтримувана його другом Моммзеном. Йому приділено велику увагу в історіографії науки, наприклад, Арнальдо Момільяно та Жана Боллака.
Його трактування фрагментів Геракліта становить перший і показовий приклад того, як оригінальні тексти досократичних філософів можуть бути відновлені з їх традиційного контексту. У методично епохальному трактаті він реконструював втрачену працю Теофраста « Про благочестя» з цитат із творів Порфірія. Оскільки цей текст також являє собою перше свідчення знання греками юдаїзму, для Бернайса це була не просто демонстрація філологічного методу, за який цю роботу захоплювали з самого початку.
Захоплення Бернайса Жозефом Скалігером, якому він присвятив біографію в 1855 році, також ґрунтувалося на взаємозв'язку між грецькою та єврейською філологією. Об'єднання гебрейської Біблії з греко-римською освітою було задекларованою метою діяльності Бернайса (Ges. Abh., т. 2, с. 195), з якою він, як науковець, виступав проти асиміляції євреїв у суспільстві ХІХ століття. Коли його брат, Міхаель Бернайс, який згодом став відомим дослідником Гете, прийняв хрещення, Якоб Бернайс розірвав з ним стосунки, аби більше ніколи їх не відновлювати.
Однак найбільший фурор викликав його "Нарис про втрачені трактати Арістотеля про вплив трагедії (1857), в якому він реконструював єдину частково збережену «Поетику» Арістотеля. Внесок Бернайса в розуміння доктрини катарсису в поетиці відомий і визнаний і сьогодні. З'ясування теорії трагічного ефекту Аристотеля мало великий вплив на трактат Фрідріха Ніцше «Народження трагедії з духу музики», а також на психологічні теорії Зиґмунда Фройда.

## Праці
- Біографія Ж. Ж. Скалігера. 1855 рік.
- Про Фоцилідову поему. Внесок в елліністичну літературу. Барт, Бреслау 1856. (цифрова копія)
- Основи втраченого трактату Аристотеля про наслідки трагедії. Тревендт, Бреслау, 1857. (цифрова копія)
- Про хроніку Сульпіція Севера Герца, Берлін 1861. (цифрова копія)
- Діалоги Аристотеля у співвідношенні з іншими його творами. Герц, Берлін 1863. (цифрова копія)
- Твір Теофраста про благочестя. Барт, Бреслау 1866. (цифрова копія)
- Гераклітові листи. Герц, Берлін 1869. (цифрова копія)
- Політика Арістотеля. Перша, друга і третя книги. Переклад німецькою мовою з пояснювальними доповненнями (1872), он-лайн доступ
- Лукіан і кініки. Герц, Берлін 1879. (цифрова копія)
- Два трактати з арістотелівської теорії драми. Герц, Берлін 1880. (цифрова копія)
- Фокіон і його нові судді, внесок в історію грецької філософії та політики. Герц, Берлін 1881. (цифрова копія)
- Зібрані трактати. Під редакцією Германа Юзерера. 2 томи Герц, Берлін 1885. (Цифрова копія Том 1), (Том 2)
- Історія класичної філології. Стенограма лекції Роберта Мюнцеля. Гільдесгайм/Нью-Йорк: Olms 2008 (Spudasmata, том 120), ISBN 978-3-487-13697-4, рецензія Йохена Люкоффа, Bryn Mawr Classical Review 2009.01.37
- «Ти, я живу!» . Листи до Пауля Гейзе Під редакцією Вільяма М. Колдера III і Тімо Гюнтера. Wallstein, Göttingen 2010, ISBN 978-3-8353-0743-8.